# تاچیکاوا کی-۹
تاچیکاوا کای-۹ (به انگلیسی: Tachikawa_Ki-9) یک هواگرد ملخ‌پیشین تک‌موتوره از نوع آموزشی ساخت شرکت Tachikawa Aircraft Company Ltd است. هواگرد تاچیکاوا کای-۹ نخستین پروازش را در ۷ ژانویه ۱۹۳۵ میلادی انجام داد. این هواگرد در سال ۱۹۳۵ میلادی رسماً معرفی گردید و در سال‌های ۱۹۳۴–۱۹۴۵ تولید شده‌است. در مجموع، تعداد ۲٬۶۱۸ فروند از این هواگرد ساخته شده‌است.